# Nasa cuatrecasasii
Nasa cuatrecasasii är en brännreveväxtart som beskrevs av Weigend. Nasa cuatrecasasii ingår i släktet färgkronor, och familjen brännreveväxter. Inga underarter finns listade i Catalogue of Life.